# Nebria schwarzi
Nebria schwarzi är en skalbaggsart som beskrevs av Vandyke. Nebria schwarzi ingår i släktet Nebria och familjen jordlöpare. Inga underarter finns listade i Catalogue of Life.